# Lisbeth Nebelong
Lisbeth Nebelong, född 27 februari 1955 i Köpenhamn är en dansk journalist, författare och ekonom. 
Hon gick i skolan i Tórshavn på Färöarna som tonåring och utbildade sig till journalist på Danmarks Journalisthøjskole. 
Nebelong har skrivit ett flertal böcker om privatekonomi och debuterade 2003 med romanen Når engle spiller Mozart, som är inspirerad av hennes uppväxt på Färöarna. Boken är den första i en trilogi. Fem år senare publicerades den andra delen Færøblues och år 2014 den tredje Møde i mol. 
Nebelong har också skrivit reseboken Turen går til Færøerne.